# Cornopteris philippinensis
Cornopteris philippinensis là một loài dương xỉ trong họ Athyriaceae. Loài này được M.Kato mô tả khoa học đầu tiên năm 1979.
Danh pháp khoa học của loài này chưa được làm sáng tỏ. 